# محسن حارثی
محسن حارثی (عربی: محسن الحارثي؛ زادهٔ ۱۷ ژوئیهٔ ۱۹۷۶) یک بازیکن فوتبال اهل عربستان سعودی است.
وی همچنین در تیم ملی فوتبال عربستان سعودی بازی کرده‌است.